# Joe Foster (Pornodarsteller)
Joe Foster (* 5. Februar 1976 in Melbourne) ist ein australisch-US-amerikanischer Pornodarsteller.

## Leben
Foster ist als Pornodarsteller in den Vereinigten Staaten tätig. Er erhielt bedeutende Preise der US-amerikanischen Pornoindustrie.

## Filmografie (Auswahl)
- 2001: The Other Side of Aspen 5
- 2001: Wildfire
- 2002: Defined
- 2002: Say Uncle
- 2003: Drenched: Soaking It In
- 2003: Below the Rim
- 2004: Addiction 2
- 2008: The Best of Matthew Rush

## Preise und Auszeichnungen (Auswahl)
- 2001: Grabby Awards, Nominierung für Best Three-way Sex Szene in "The Other Side of Aspen 5" (gemeinsam mit Brad Benton und Alec Martinez), (Falcon Studios)
- 2003: GayVN Awards für Gay Performer of the Year
- 2003: Grabby Awards, Nominierung für Bester Schauspieler, in A Man’s Tail (Rascal Video/Channel 1 Releasing)[1]